# Non-verbale communicatie
Non-verbale communicatie (of analoge communicatie) omvat elke vorm van uitwisseling van boodschappen tussen mensen of  dieren via niet-talige signalen. Deze communicatie zonder woorden is ruimer dan non-verbaal gedrag (lichaamstaal in engere zin) waar het meestal toe gereduceerd wordt. Dit wordt verhelderd door de indeling van communicatie naargelang de boodschap wordt overgebracht met of zonder gebruik van woorden (verbaal/non-verbaal) of stem (vocaal/non-vocaal):
- verbaal + vocaal = gesproken taal
- verbaal + non-vocaal = gebarentaal en gebarensystemen met afgesproken betekenis (morse of de vlaggentaal die werd gebruikt in onder meer de scheepvaart, telecommunicatie en het leger).
- non-verbaal + vocaal = stemtaal en paralinguïstiek (o.a. stemklank, intonatie)
- non-verbaal + non-vocaal = lichaamstaal, mimiek, oogcontact, ondersteunende gebaren, tekens of symbolen (bestudeerd door de semiotiek);

Pictogrammen, verkeersborden en andere afbeeldingen zijn voorbeelden van communicatie zonder lichaamstaal en zonder woorden. Gebarentaal is anderzijds wel een vorm van lichaamstaal, maar géén non-verbale communicatie omdat elk gebaar duidt op een onuitgesproken woord met een vaste betekenis, net zoals de op zich neutrale prikkels van het morsealfabet overeenstemmen met een letter.
In de menselijke communicatie geeft non-verbale communicatie vaak de doorslag. Iemand kan bijvoorbeeld zeggen dat hij niet boos is, maar wel erg kwaad kijken. Iemand kan zeggen dat hij niet zenuwachtig is, maar tegelijk staan trillen en zweten. Onbewust reageren mensen ook vaak meer op non-verbale dan op verbale communicatie. Een cultuur bepaalt welk non-verbaal gedrag gebruikelijk is. Een handeling die in de ene cultuur een bepaald iets betekent, kan ergens anders een geheel andere betekenis hebben.

## Voorbeelden[1]
- Uiterlijk toont wat iemand wil uitstralen of hoe iemand zich voelt. Wanneer iemand bijvoorbeeld zijn haren op een nette knot doet wil het netheid en verzorgdheid uitstralen. Kortgeschoren haren, stekeltjes, straalt snel, gemakkelijk en modern uit. Een baard kan duiden op wijsheid, maar ook op iemands onverzorgdheid. Hetzelfde geldt voor lange haren bij mannen, maar bijvoorbeeld opgeschoren haren bij vrouwen kan het vermoeden wekken dat ze lesbisch is, wat vaak een vooroordeel is.
- Kleding toont bijvoorbeeld wat voor baan iemand heeft. Iemand gaat in gepaste kleding naar een kantoor, een schilder draagt een overall, ..., van welke muziek iemand houdt, bijvoorbeeld punk, hardcore of R&B, of tot welke subcultuur iemand wil behoren. Zo dragen skaters vaak een hoodie en delen ze vaak dezelfde mening over de maatschappij. Onder jongeren is merkkleding vaak van groot belang omdat het bij een sociale status hoort en een bepaalde kwaliteit suggereert. Veelal kenmerkt dit een bepaalde groep, bijvoorbeeld van vrienden, waar ze dan ook graag bij horen.
- Kleur toont hoe iemand in het leven staat. Draagt iemand bijvoorbeeld veel felle, vrolijke kleuren dan is het een optimistisch persoon. Zo kan iemand met volledig zwarte kleding treurnis uitstralen of juist een bepaald statement willen maken. Dat kan zijn dat zwart geen kleur is, maar een waarde.
- Lichaamshouding weerspiegelt eveneens iemands karakter. Ben je wat somber aangelegd, dan kijk je vaak naar de grond, helt je hoofd wat naar voren, je schouders hangen wat af en je borst is ingetrokken. De bewegingen van je handen en voeten zijn wat traag. Ben je een rasoptimist, dan loop je vaak te stralen. Hoofd rechtop, schouders naar achteren, borst naar voren, enthousiaste bewegingen en ferme tred. Er kan je immers niets gebeuren.
- Praten met handen en voeten: Sommige mensen ondersteunen hun verhaal met veel bewegingen. Soms heb je gebaren nodig om iets duidelijk te maken. Je wilt dan aangeven hoe groot of klein iets was of welke bewegingen dat ding maakte. Soms zijn gebaren simpelweg symbolen zoals: de vuist met de duim omhoog: 'Tof hoor', of met de duim omlaag: 'Echt slecht'.
- Van je gezicht aflezen: Emoties vinden hun uitdrukking in het hele lichaam, de houding en de gebaren, maar vooral het gezicht. De stand van de wenkbrauwen, de mate waarin de ogen open of juist dichtgeknepen zijn en hoe iemand mond, dus de lippen en mondhoeken beweegt, brengen tot uiting wat iemand voelt.
- De ogen zijn de spiegel van de ziel: De meest diepe en intense emoties komen tot uitdrukking in de ogen. Daarom is oogcontact ook bijna synoniem aan persoonlijk contact. Het contact zoeken met de ogen ligt dan ook heel gevoelig. Blijf je iemand te lang aankijken om aandacht te trekken, dan kan dat worden opgevat als brutaal of zelfs als opdringerig. Dit is vooral het geval wanneer de ander geen contact wil. Maar oogcontact kan als fijn worden ervaren, even kijken en afwachten hoe de ander reageert. Hoelang kun je naar elkaar kijken en het nog prettig vinden? Via oogcontact kun je aftasten wat je van elkaar wil. Het zijn dan de eerste stappen naar een verdere kennismaking.
- Communicatie zonder lichaamstaal is heel divers. Jager-verzamelaars communiceerden door rotstekeningen en de tamtam. De postduif werd sinds de 12e eeuw gebruikt om berichten over te brengen. Diverse media communiceren op een andere manier dan met verbale communicatie, waarbij het toch de bedoeling is iets over te brengen en waarbij dingen worden gesuggereerd. Reclameboodschappen hebben bijvoorbeeld een welomschreven doel, maar andere communicatiekanalen zoals geluid, muziek, kleuren, geuren, sfeerscheppers en beeldcombinaties beïnvloeden ook zonder dat er iets wordt 'gezegd' of zonder dat er lichaamstaal aan te pas komt. Therapieën kunnen hierop zijn gebaseerd.